# Jacques Saunier
Pour les articles homonymes, voir Saunier (homonymie).
Ne doit pas être confondu avec Jacques Saulnier.
Jacques Saunier, né le 22 août 1924 à Choignes (Haute-Marne) et mort le 24 mai 2023 à Meudon, est un général de corps d'armée français, notamment commandant de l'École polytechnique de 1978 à 1982.

## Éléments biographiques
En 1944, pendant la Seconde Guerre mondiale, jeune instituteur, Jacques Saunier est déporté lors d'une rafle alors qu'il allait chercher une boule de pain à Belfort. Il est ensuite employé en tant qu'électricien pour le Service du travail obligatoire. Après plusieurs mois il s'évade et revient au sein de sa famille avec une boule de pain en s'excusant d'avoir été si long.
Après avoir été canonnier pendant deux ans, Jacques Saunier choisit la carrière d'officier et réussit le concours d'entrée à Saint-Cyr (promotion Général Leclerc). Il choisit l’artillerie à sa sortie. Capitaine en 1953, il part en Indochine et à son retour en 1955 il est commandant de compagnie à l’École polytechnique. Suivent sept années d’études : brevet technique (licence de physique, Sup Elec), puis l’École de guerre de 1961 à 1963. Il est chef de cours à l’École d’artillerie Sol-Air, lieutenant-colonel en 1965, commandant le 403e R.A. et sert ensuite à l’État-Major de l’Armée de Terre. En 1969 il est colonel, commandant l’Artillerie divisionnaire n°8 puis l’École d’Artillerie Sol-Air. Il franchit les différents échelons de la hiérarchie et devient général de brigade.
En 1978, il est nommé directeur général de l'École polytechnique,. Depuis 1977, de fortes tensions divisent le conseil d'administration et le corps professoral de l'école ; le général Saunier contribue au retour au calme et à la sérénité. Il présente aux journalistes son établissement comme étant plus démocratique que l'université et moins élitiste que l'internat. Il dirige l'École jusqu'en 1982. Général de division, il est promu général de corps d'armée en janvier 1982.

## Décorations
- Officier de la Légion d'honneur
- Commandeur de l'ordre national du Mérite
- Chevalier de l'ordre des Palmes académiques